# Francesco Cera
Francesco Cera (Bologna, 1967) è un clavicembalista, organista e direttore d'orchestra italiano.

## Biografia
Esperto interprete del repertorio barocco italiano per clavicembalo e organo, è stato allievo di Gustav Leonhardt ad Amsterdam tra il 1989 e il 1990. L'anno dopo è diventato membro dell'ensemble Il Giardino Armonico. Dal 1997 è direttore dell'Ensemble Arte Musica, specializzato nel repertorio vocale italiano da Gesualdo e Monteverdi alle cantate del XVIII secolo.
Ad oggi insegna clavicembalo e tastiere storiche al conservatorio "Egidio Romualdo Duni" di Matera.

## Discografia
Cera ha realizzato numerose registrazioni di musica per clavicembalo italiana (Rossi, Merula, Storace, Valente e Domenico Scarlatti) per Tactus, le Suite francesi e i concerti per clavicembalo di Bach per l'etichetta Arts, l'Orgelbüchlein di Bach, le opere complete per clavicembalo di d'Anglebert, le opere per organo e clavicembalo di Trabaci, Scarlatti e la Canzone napoletana per l'etichetta Brilliant Classics. Il suo ensemble Arte Musica ha debuttato in concerto al Flanders Festival di Bruges nel 1997 e ha registrato per la prima volta musica sacra di Giovanni Paolo Colonna; ha registrato Tenebrae Responsoria di Gesualdo sempre per l'etichetta Brilliant Classics. Nel 2001 ha registrato il Requiem di Saint-Saëns, diretto da Diego Fasolis per Chandos (2004).